# Китсиссуарсуит
Китсиссуарсуит (гренл. Kitsissuarsuit) — поселение на западе Гренландии, в коммуне Каасуитсуп. Расположено на маленьком островке в южной части залива Диско, примерно в 21 км к северу от города Аасиаат.

## История
Поселение основали в 1830 году, и первоначально оно было известно под датским названием Хунд-Эйланд (дат. Hunde Ejlande). С 1 января 2009 года Китсиссуарсуит после административной реформы перешёл из муниципалитета Аасиаат в подчинение коммуне Каасуитсуп.

## Транспорт
Летом и осенью, когда воды залива пригодны для навигации, поселение связано паромными переправами с городами Аасиаат и Кекертарсуак. Зимой и весной имеется вертолётное сообщение с аэропортом Аасиаат. Вертолётное сообщение осуществляется компанией Air Greenland как часть государственного контракта.

## Демография
Население поселения по данным на 2010 год составляет 79 человек.